# 长宁路
长宁路是中国上海市长宁区、静安区的一条东西走向交通干道，为上海市区三横三纵主干道中“北横”的一部分。道路东起万航渡路接长寿路，西至北新泾哈密路接北翟路，全长5638米。长宁路东端起点至江苏路口一段为长宁区、静安区的交界。同时，自古北路起至哈密路一段的道路均延着苏州河堤岸行走。长宁路建于1901年，初名白利南路，系以清朝末年英国驻上海总领事白利南（Byron Brenan）名字命名。

## 历史

### 中华民国时期
清光绪二十七年（1901年）2月1日，葡萄牙驻沪总领事华德师(J.M.T.Valdez)与英国驻沪总领事白利南(Byron Brenan)同时照会时任上海道台的袁树勋，要求开辟新的道路。袁树勋接受各领事的要求，于同年由公共租界工部局在租界外越界辟筑三条马路。其中，由曹家渡至北新泾间辟筑的道路以英驻沪总领事白利南名字命名为白利南路。
道路初建时为泥路，之后逐渐改铺煤屑等路面。至民国6年（1917年），已辟通极司菲尔路（今万航渡路）至华伦路（今古北路）一段。自东端起点极司菲尔路（今万航渡路）至亿定盘路（今江苏路）段路宽4.88米，为沥青路面。兆丰公园（今中山公园）向西至沪杭铁路（今轨道交通三号线）段车道宽5.49米，为碎石路面，北侧设一条宽3.66米的马道，两侧设各宽1.83米的人行道。沪杭铁路继续向西至华伦路（今古北路）段为煤渣路面。
民国32年（1943年），汪精卫政府收回上海公共租界。同年10月10日起，将此路取地名四川省长宁县将道路改名为长宁路。民国36年（1947年），因沪杭铁路至周家桥段道路使用多年，道路损坏严重，国民党上海市政府应沿路厂商要求，将该段道路翻修，修路资金来自沿路厂商集资与市政府拨款，道路翻修完成后，车行道拓宽至9米。

### 中华人民共和国时期

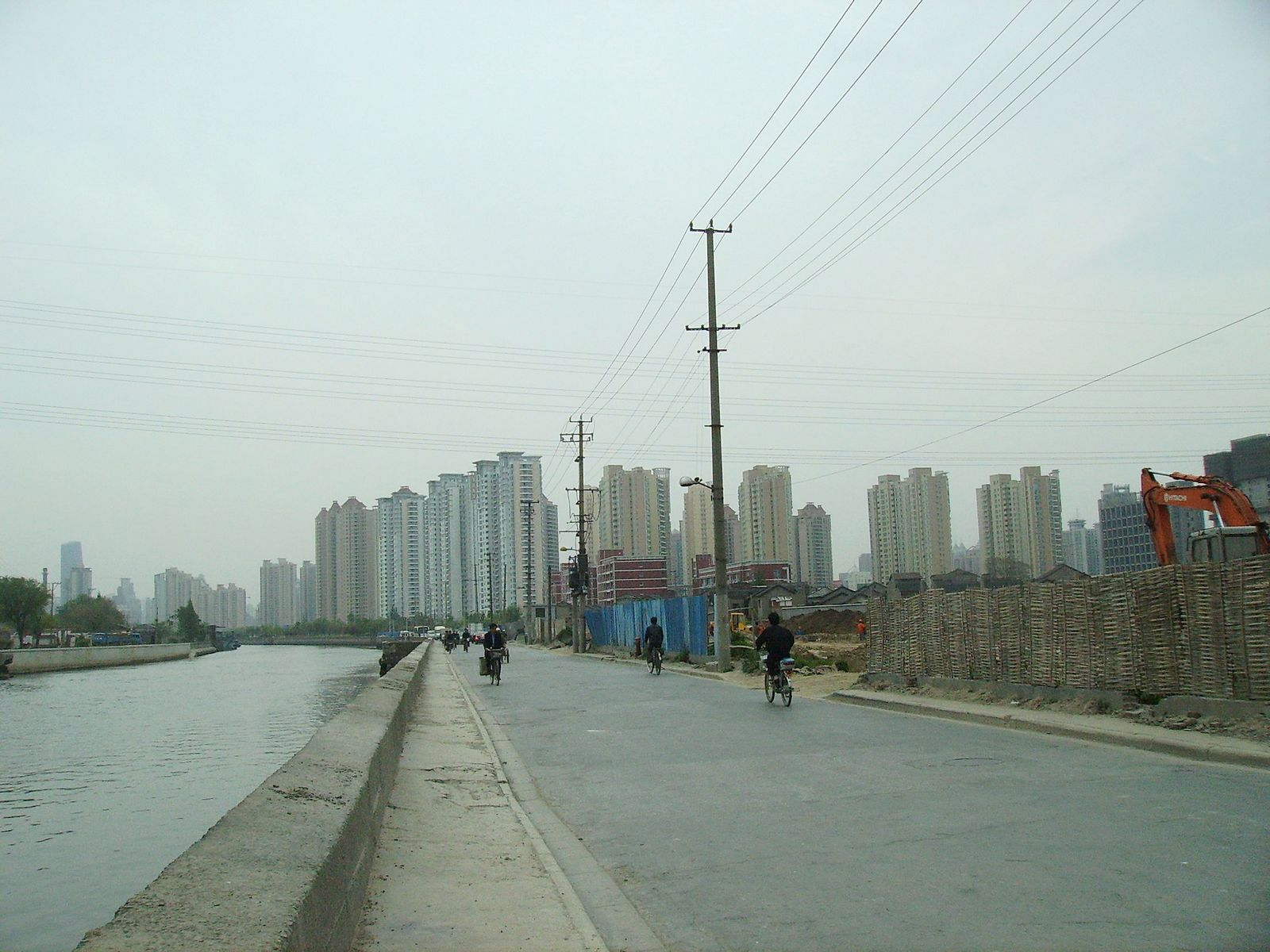
2006年未改建时的长宁路天中路至哈密路段，左侧为苏州河

中华人民共和国成立后，1951年，拓宽梵皇渡路（今万航渡路）至中山西路一段道路，车行道拓宽至8米。道路古北路至哈密路紧靠苏州河而筑，当时该段苏州河边又无任何护岸设施，受河流潮水冲刷导致长宁路路基坍塌，道路日趋狭窄，道路安全受到影响。1956年，该段苏州河增建护坡，加固道路路基，新铺、翻修部分路面，路幅为6米。1958年，江苏路至中山公园段抬高路面，道路表面铺设沥青。1978年，中山西路至周家桥段改建成沥青混凝土路面，车行道宽9-10米。1995年，长宁路进行大规模拓宽。一期工程拓宽江苏路到遵义路段，全长2.1公里。其中，中山公园至凯旋路段路幅拓宽为40米，其余路段拓宽为32米。全部道路均为沥青混凝土路面，工程于1995年11月25日建成。之后道路又分期拓宽至天中路。天中路向西至哈密路一段的长宁路在其余道路拓宽工程完成后的很长一段时间内仍然未能进行改建，道路只有双向共两条机动车道，非常狭窄。之后，这段道路也得到了改建。

## 现状
目前，长宁路全线设双向共8条机动车道,部分地区为6条，2条非机动车道及人行道。中山西路以东一带为繁华的中山公园商业街以及曹家渡商业街，中山西路以西一带为居民区。

## 人物
- 白利南(Byron Brenan)（1847-1927）英国人，曾任英国驻沪总领事。
- 袁树勋（1847-1915）字海观，晚年自号抑戒老人。湖南湘潭人。曾任上海道台、江苏按察使、两广总督等职[7]。

## 交通

### 地面交通
13、20、54、67、69、69区间、73、88、96、136、224、309、315、316、330、519、737、754、765、776、825、909、921、939、941、946、947

### 轨道交通
- 轨道交通二号线、三号线、四号线中山公园站

## 交汇道路
- 万航渡路
- 长宁支路
- 江苏路、江苏北路
- 华阳路、安化路
- 定西路
- 愚园路
- 汇川路
- 凯旋路
- 宁康路
- 中山西路
- 遵义路
- 娄山关路、万航渡路
- 锦屏路
- 古北路
- 芙蓉江路
- 水城路
- 天中路
- 双流路
- 哈密路